# Bertrand Hourcade
Bertrand Hourcade, né le 19 mars 1950 et mort le 18 mars 2021  à Leysin (canton de Vaud), est un enseignant et écrivain suisse.

## Biographie
Bertrand Hourcade est titulaire d'un doctorat sur La Comédie humaine d'Honoré de Balzac. Devenu leysenoud d'adoption, cet enseignant d'origine française rédige un premier livre à résonance autobiographique, Le village magique publié en 2001 aux éditions Les Îles futures. 
Chez le même éditeur paraît en 2004 un recueil de nouvelles se déroulant dans la région lémanique, lequel a pour titre Les roses du château. En 2006, Bertrand Hourcade publie Le don du pardon, une pièce de théâtre en cinq actes.

### Sources
- « Bertrand Hourcade », sur la base de données des personnalités vaudoises sur la plateforme « Patrinum » de la Bibliothèque cantonale et universitaire de Lausanne.
- Martine Bernier. « Roman : Le village magique. Le visage caché de Leysin ». 24 heures, 7 décembre 2001.
- Laurent Grabet (entretien avec l'auteur). 24 heures, 7 décembre 2001 & 5 mai 2004, p. 36
- David Genillard. La clémence de Jean-Paul II revisitée dans la pièce de théâtre d'un Leysenoud. 24 heures, 28 mars 2008.